# Kanton Marines
Kanton Marines is een voormalig kanton in Frankrijk, dat tot het departement Val-d'Oise behoorde. Het maakte deel uit van het arrondissement Pontoise. Het werd opgeheven bij decreet van 17 februari 2014 met uitwerking in maart 2015. Een deel was in 1967 al in kanton Vigny opgegaan.

## Gemeenten
Het kanton Marines omvatte de volgende gemeenten:
- Arronville
- Berville
- Bréançon
- Brignancourt
- Chars
- Cormeilles-en-Vexin
- Épiais-Rhus
- Frémécourt
- Grisy-les-Plâtres
- Haravilliers
- Le Bellay-en-Vexin
- Le Heaulme
- Marines (hoofdplaats)
- Menouville
- Moussy
- Neuilly-en-Vexin
- Nucourt
- Santeuil
- Theuville